# 前海西街
39°51′48″N 79°03′53″E / 39.8632156°N 79.0647901°E
前海西街是位于中国北京市西城区东北部的一条街。

## 简介
前海西街西起柳荫街，南到地安门西大街。分为南北与东西两段，呈曲尺形。东西段落，中华民国时期，因河道北侧有恭王府，故称为“恭王府后身”。南北段落，因位于前海岸边，清朝宣统年间称“南河沿”，中华民国时称“前海西河沿”。1965年将两段合并，统称“前海西街”。
过去，前海西街的东西段落与柳荫街同为玉河下游的月牙河河道。河道上曾有板桥、三座桥、响闸。三座桥与响闸在明朝、清朝时很受文人喜爱，诗中常被提及。清朝人施闰章《集响闸》诗云：“片雨城头送夕阳，池边楼馆受风凉。潺潺流水管弦思，袅袅浮云荇藻香。近浦雕栏齐系马，人筵雪绘施烹鲂。登临莫引江湖兴，杨柳河边似故乡。”
前海西街南北段落东侧，原来有一个小湖。1950年后，称“西小海”或“西小池”，海边的道路称“前海西河沿”。
1949年以后，月牙河河道改为暗沟。西小海也于1951年被改建为什刹海人民游泳场，1958年改建为什刹海青少年业余体育学校，1985年校名变更为北京市什刹海体育运动学校。
2001年，有关部门整治了前海西街，拓宽了路面，扩大了绿地面积，种植了银杏、紫荆等花木，铺装了透水环保砖，并且新建了一处健身乐园。
前海西街18号原来是恭亲府马圈，中华民国时期改建，成为同仁堂乐家的一处住宅，1963年间曾作为宋庆龄的住所，宋庆龄搬走后，郭沫若迁入，现在作为郭沫若故居对外开放。

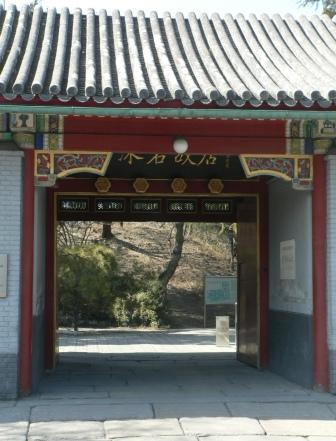
前海西街西侧的郭沫若故居大门
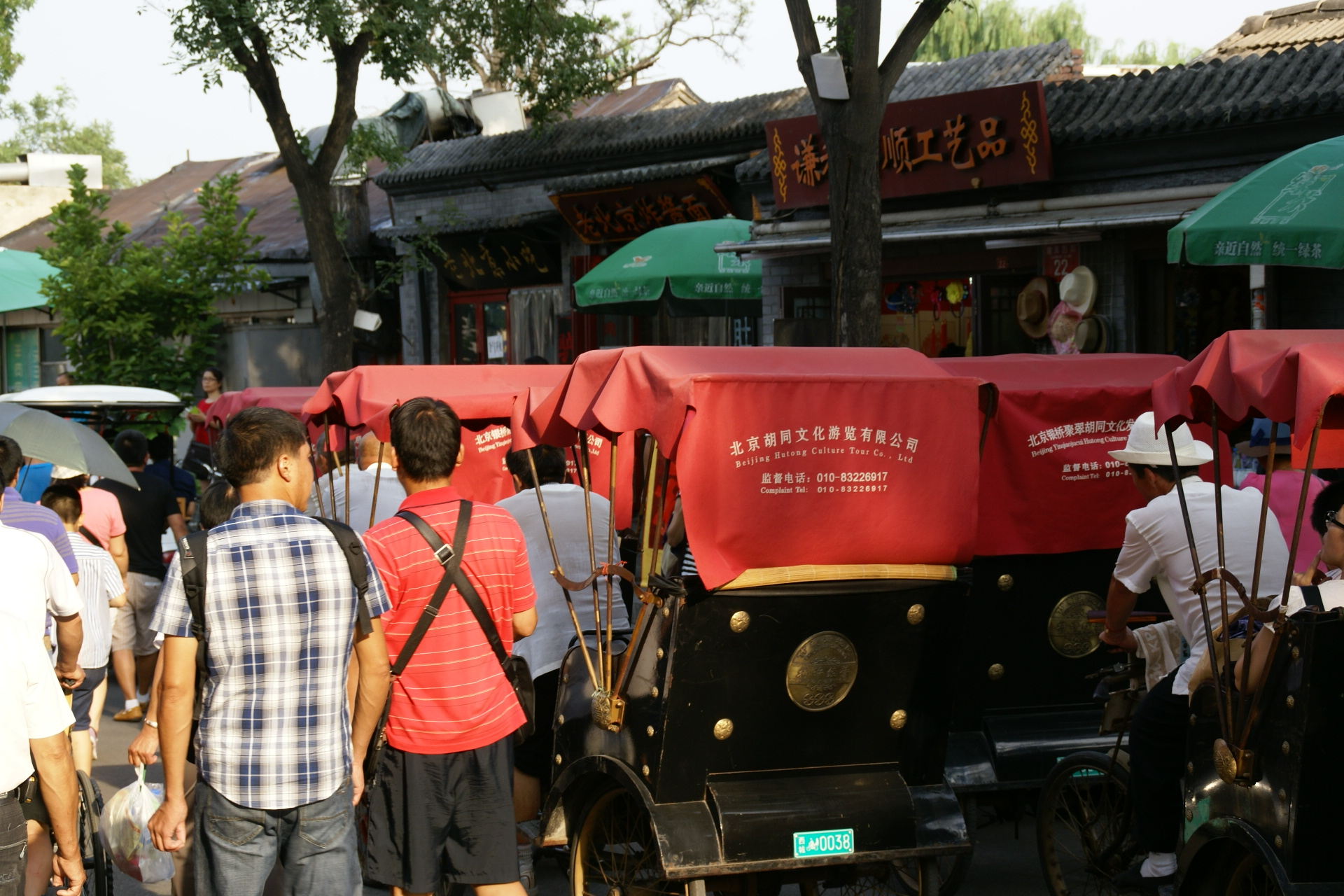
前海西街恭王府对面的人力三轮车
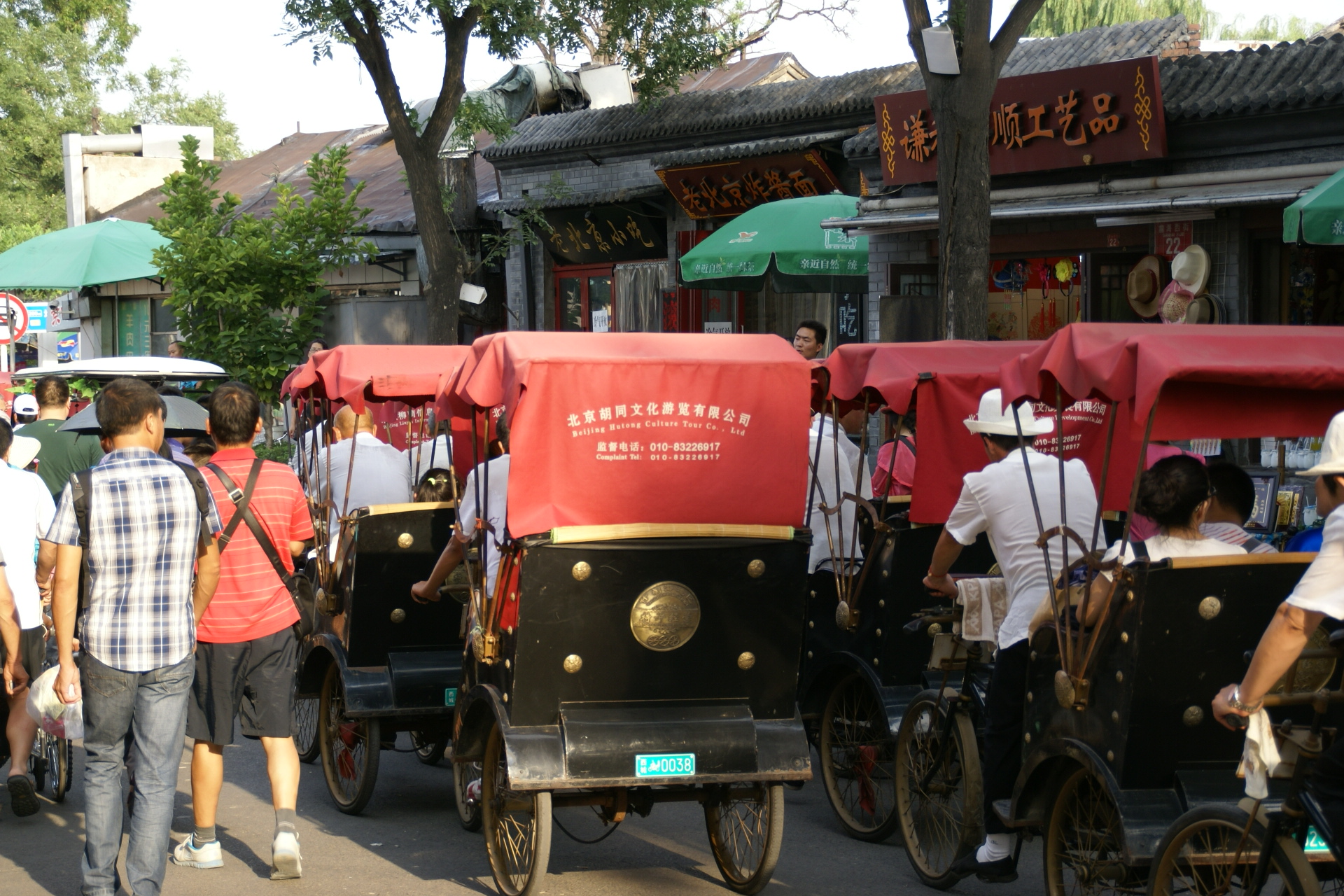
前海西街恭王府对面的人力三轮车
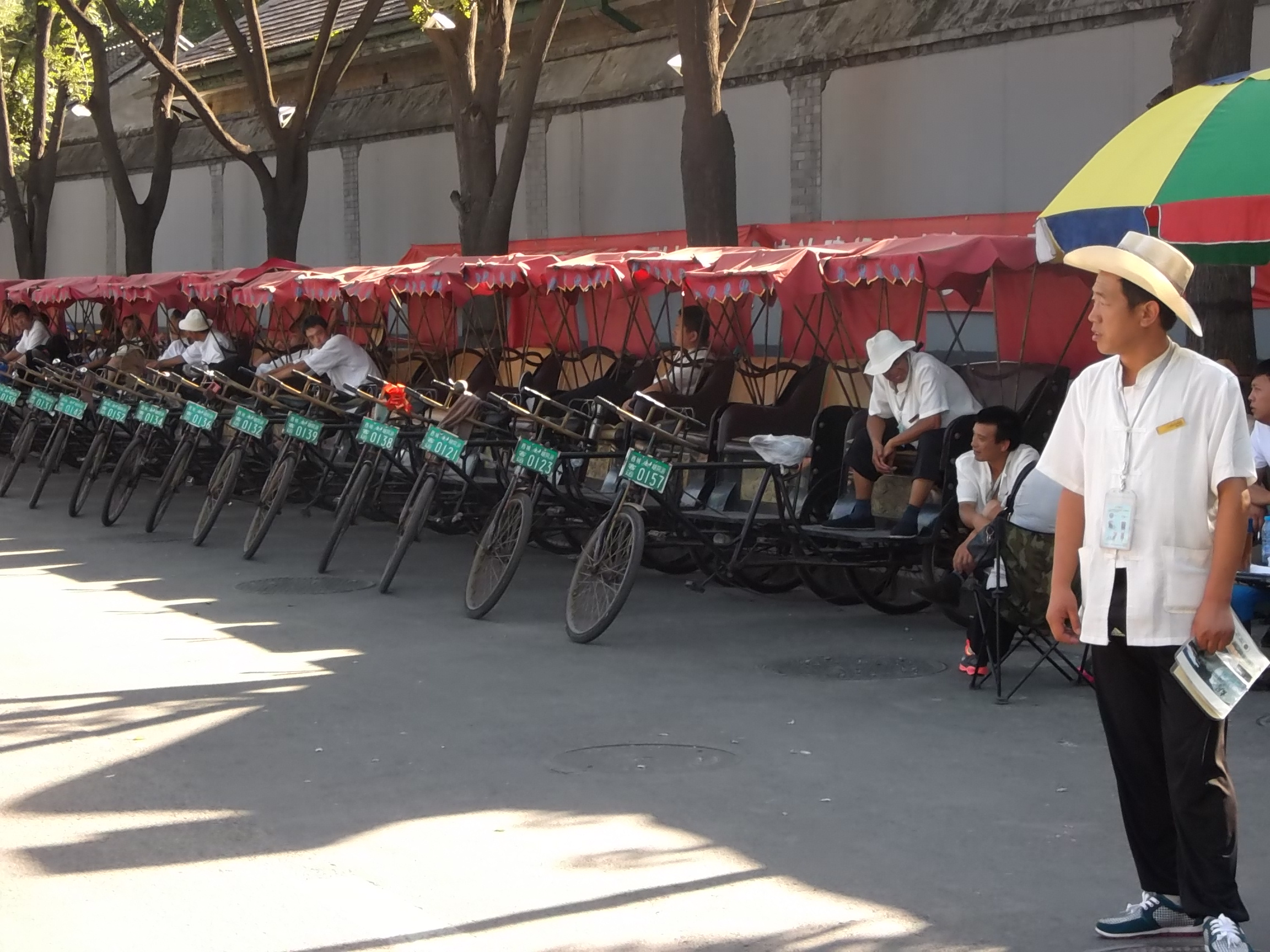
前海西街恭王府对面的人力三轮车